# Дамак
Дамак (непальск. दमक) — город и муниципалитет на юго-востоке Непала. Расположен в районе Джхапа зоны Мечи Восточного региона страны. Находится между реками Ратуа-Кхола (на востоке) и Мауа-Кхола (на западе). Площадь муниципалитета составляет 75,13 км². Через муниципалитет проходит шоссе Махендра, пересекающее страну с запада на восток.
По данным переписи 2011 года население муниципалитета составляет 75 102 человека, из них 35 438 мужчин и 39 664 женщины.
Примерно в 5 км от центра города Дамак расположен лагерь Белданги для беженцев из Бутана. Он состоит из трёх расположенных рядом друг с другом лагерей (Белданги-1, Белданги-2 и Белданги-3), в которых по состоянию на 2011 год проживало в общем около 36 000 человек.